# Ammi-ditana

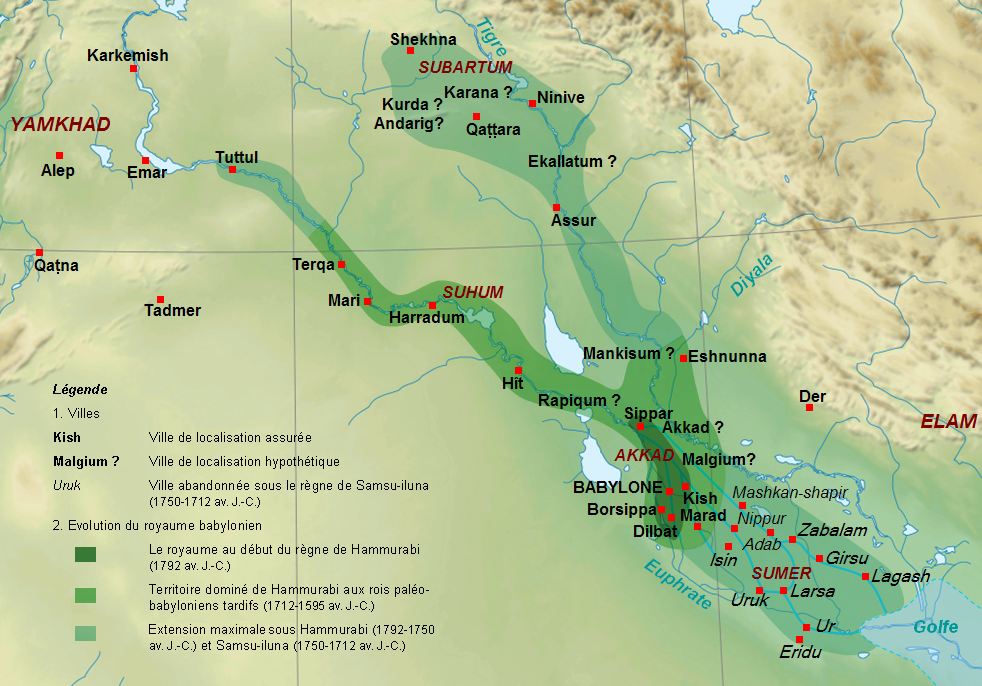
Mapa Mezopotamii w czasach panowania I dynastii z Babilonu (od Hammurabiego do Samsu-ditany)

Ammi-ditana (Ammī-ditāna) – dziewiąty król Babilonii z I dynastii z Babilonu, syn i następca Abi-eszuha; panował przez 37 lat (1683–1647 p.n.e. – chronologia średnia). Znany z nielicznych zachowanych inskrypcji budowlanych.